# Noddy kalandjai Játékvárosban
A Noddy kalandjai Játékvárosban (eredeti cím: Make Way for Noddy) kanadai–angol–amerikai televíziós 3D-s számítógépes animációs sorozat, amelyet Byron Vaughns rendezett. Az Egyesült Királyságban 2002-től a Channel 5 vetítette, az Egyesült Államokban a PBS Kids sugározta, Magyarországon 2004-től a M1 2005-től a Minimax adta, 2014-ben az M2 ismételte Noddy kalandjai Játékvárosban II. címmel itt az RTL Klub-on.

## Szereplők
| Szereplő       | Színész                     | Magyar hang (Minimax) | Magyar hang (MTVA és RTL Klub) | Magyar hang (JimJam, 26 epizód)       | Leírás                                                                                                   |
| -------------- | --------------------------- | --------------------- | ------------------------------ | ------------------------------------- | --- |
| Noddy          | David A. Kaye Alberto Ghisi | Czető Ádám            | Bogdán Gergő                   | Czető Ádám                            | A sorozat főszereplője, egy fabábú, aki Játékváros legjobb szívű lakója és büszkesége.                   |
| Fülenagy       | Michael Dobson              | Várday Zoltán         | Várday Zoltán                  | Várday Zoltán                         | Idősödő, szakállas manóvarázsló, Noddy egyik legjobb barátja.                                            |
| Teca Maci      | Britt McKillip              | Molnár Ilona          | Molnár Ilona                   | Molnár Ilona                          | Noddy barátnője, egy rózsaszín kalapos mackólány, aki egy gazdaságot vezet.                              |
| Vakkancs kutya | Lee Tockar                  | Szokol Péter          | Szokol Péter                   | Eredeti hang                          | Huncut kóbor kutya, gyakran Noddy játszótársa.                                                           |
| Fortély        | Don Brown                   | Pálfai Péter          | Pálfai Péter                   | Pálfai Péter                          | A koboldpáros egyik tagja, a város rendbontója. Gyakran rács mögé kerül.                                 |
| Karatty        | Doug Parker                 | Rudas István          | Varga Tamás                    | Rudas István                          | A koboldpáros másik tagja, a város másik rendbontója. Gyakran rács mögé kerül.                           |
| Strapa úr      | Richard Newman              | Pipó László           | Pipó László                    | Pálmai Szabolcs                       | A városi rendőrtiszt, aki a forgalmat irányítja és segít a városlakóknak. Sokszor a koboldpárost üldözi. |
| Kova úr        | Lee Tockar                  | Besenczi Árpád        | Besenczi Árpád                 | Kapácsy Miklós                        | A belváros szélén lévő műhely tulaja, autószerelő és ezermester.                                         |
| Rózsika        | Carrie Mullan               | Németh Kriszta        | Németh Kriszta                 | Böhm Anita                            | A cukrászda csendes, érdekes akcentusú tulaja, egy cicalány.                                             |
| Dina baba      | Tabitha St. Germain         | Czető Zsanett         | Czető Zsanett                  | Czető Zsanett                         | Színes bőrű masni- és szalagárus kislány, egy standon árul.                                              |
| Poci Maci      | Manny Petruzzelli           | Baradlay Viktor       | Baradlay Viktor                | Baradlay Viktor                       | Falánk mackófiú.                                                                                         |
| Márta majom    | Kathleen Barr               | Mánya Zsófia          | Laudon Andrea                  | Tamási Nikolett                       | Ingerlékeny, de megértő majomlány, mindene a banán.                                                      |
| Jumbo úr       | Ian James Corlett           | Faragó András         | Faragó András                  | Faragó András                         | Idős, tekintélyt parancsoló hím elefánt, imádja a mogyorót.                                              |
| Rugós egér     | Matt Hill                   | Szokol Péter          | Szokol Péter                   | Szokol Péter                          | Egy felhúzásra mozgó szürke plüssegér.                                                                   |
| Kejfel úr      | Ian James Corlett           | Seder Gábor           | Seder Gábor                    | Seder Gábor                           | Hím Kelj fel-bábu, akinek nincs lába, így nem tud lefeküdni.                                             |
| Kuglik         | Chantal Strand              | Németh Kriszta        | Németh Kriszta                 | Czető Roland Juhász Zoltán Böhm Anita | Három kugligyerek, akik könnyen felborulnak.                                                             |
| Kugli asszony  | Teryl Rothery               | Németh Kriszta        | Németh Kriszta                 | ?                                     | A kugligyerekek édesanyja.                                                                               |

## Epizódok
| #    | Magyar cím                                                       | Eredeti cím                         |  |
| ---- | ---------------------------------------------------------------- | ----------------------------------- |  |
|      |                                                                  |                                     |  |
| 01.  | Noddy és az új taxi                                              | Noddy & The New Taxi                |  |
|      |                                                                  |                                     |  |
| 02.  | Noddy és a mágikus skót duda                                     | Noddy & The Magic Bagpipes          |  |
|      |                                                                  |                                     |  |
| 03.  | Noddy látogatója                                                 | Noddy Has a Visitor                 |  |
|      |                                                                  |                                     |  |
| 04.  | Noddy tökéletes ajándéka                                         | Noddy’s Perfect Gift                |  |
|      |                                                                  |                                     |  |
| 05.  | Noddy szerencsenapja                                             | Noddy’s Lucky Day                   |  |
|      |                                                                  |                                     |  |
| 06.  | Rendőr egy napra                                                 | Policeman for a Day                 |  |
|      |                                                                  |                                     |  |
| 07.  | Ugróriadó Játékvárosban                                          | Bounce Alert in Toy Town            |  |
|      |                                                                  |                                     |  |
| 08.  | Piros a nevetéstől                                               | Tickled Pink                        |  |
|      |                                                                  |                                     |  |
| 09.  | Noddy kiscsibéje                                                 | Noddy’s Pet Chicken                 |  |
|      |                                                                  |                                     |  |
| 10.  | Noddy vásárol                                                    | Noddy Goes Shopping                 |  |
|      |                                                                  |                                     |  |
| 11.  | Fogd a sapkád, Noddy!                                            | Hold on to Your Hat, Noddy          |  |
|      |                                                                  |                                     |  |
| 12.  | Játékváros bajnokcsapata                                         | Toy Town’s Winning Team             |  |
|      |                                                                  |                                     |  |
| 13.  | Noddy és a lökhárítószörny                                       | Noddy & The Bumper Monster          |  |
|      |                                                                  |                                     |  |
| 14.  | A varázspor                                                      | The Magic Powder                    |  |
|      |                                                                  |                                     |  |
| 15.  | Bicikli Fülenagynak                                              | A Bike for Big-Ears                 |  |
|      |                                                                  |                                     |  |
| 16.  | Légy önmagad, Noddy!                                             | Just Be Yourself Today, Noddy       |  |
|      |                                                                  |                                     |  |
| 17.  | A manók és a láthatatlan festék                                  | The Goblins & The Invisible Paint   |  |
|      |                                                                  |                                     |  |
| 18.  | Ne késs el, Noddy!                                               | Don’t Be Late, Noddy                |  |
|      |                                                                  |                                     |  |
| 19.  | Noddy és a törött tányérok                                       | Noddy & The Broken Dishes           |  |
|      |                                                                  |                                     |  |
| 20.  | Noddy, a művész                                                  | Noddy the Artis                     |  |
|      |                                                                  |                                     |  |
| 21.  | Noddy különleges nyereménye                                      | Noddy's Special Treat               |  |
|      |                                                                  |                                     |  |
| 22.  | Túl sok Noddy                                                    | Too Many Noddies                    |  |
|      |                                                                  |                                     |  |
| 23.  | Strapa, a legjobb rendőr                                         | Mr Plod, The Best Policeman         |  |
|      |                                                                  |                                     |  |
| 24.  | Noddy nem alszik                                                 | No Nap for Noddy                    |  |
|      |                                                                  |                                     |  |
| 25.  | Majd Fülenagy megoldja / Egy napra Fülenagy                      | Big-Ears For A Day                  |  |
|      |                                                                  |                                     |  |
| 26.  | Noddy elveszti a csengettyűjét / Noddy elveszíti a csengettyűjét | Noddy Loses His Bell                |  |
|      |                                                                  |                                     |  |
| 27.  | Irány az égbolt! / Fel, fel és tovább!                           | Up Up And Away                      |  |
|      |                                                                  |                                     |  |
| 28.  | A nagy füllentés                                                 | The Big Fib                         |  |
|      |                                                                  |                                     |  |
| 29.  | Noddy családfája                                                 | Noddy’s Family Tree                 |  |
|      |                                                                  |                                     |  |
| 30.  | Fülelős játék / A hallgatózós játék                              | The Listening Game                  |  |
|      |                                                                  |                                     |  |
| 31.  | Noddy és a különös csomag                                        | Noddy & The Curious Package         |  |
|      |                                                                  |                                     |  |
| 32.  | Segíts magadon!                                                  | Shelf Help                          |  |
|      |                                                                  |                                     |  |
| 33.  | Noddy, a jó szomszéd                                             | Good Neighbour Noddy                |  |
|      |                                                                  |                                     |  |
| 34.  | Noddynak orvosság kell                                           | Noddy Needs Some Medicine           |  |
|      |                                                                  |                                     |  |
| 35.  | Noddy és a vicces képek                                          | Noddy & The Funny Pictures          |  |
|      |                                                                  |                                     |  |
| 36.  | Noddy eltéved                                                    | Noddy Gets Lost                     |  |
|      |                                                                  |                                     |  |
| 37.  | Poci maci csúfoló játéka / Poci Maci csúfolódik                  | Master Tubby’s Name Game            |  |
|      |                                                                  |                                     |  |
| 38.  | Noddy segít / Noddy kisegít                                      | Noddy Helps Out                     |  |
|      |                                                                  |                                     |  |
| 39.  | Noddy és az elveszett szerszám                                   | Noddy & The Lost Tool               |  |
|      |                                                                  |                                     |  |
| 40.  | Noddy nagy felfedezése                                           | Noddy’s Great Discovery             |  |
|      |                                                                  |                                     |  |
| 41.  | Noddy-nak nehéz napja van / Noddy nehéz napja                    | Noddy Has a Difficult Day           |  |
|      |                                                                  |                                     |  |
| 42.  | Noddy megjavítja                                                 | Noddy Can Fix It                    |  |
|      |                                                                  |                                     |  |
| 43.  | Vakkancs kutya látogatása                                        | Bumpy Dog’s Visit                   |  |
|      |                                                                  |                                     |  |
| 44.  | Játékvárosi felvonulás / A játékvárosi parádé                    | The Toy Town Parade                 |  |
|      |                                                                  |                                     |  |
| 45.  | Noddy kártyavára                                                 | Noddy’s House of Cards              |  |
|      |                                                                  |                                     |  |
| 46.  | Márta majom banánpiskótája / Márta majom banános pitéje          | Martha Monkey’s Banana Pie          |  |
|      |                                                                  |                                     |  |
| 47.  | Noddy és a kuglik                                                | Noddy and the Skittles              |  |
|      |                                                                  |                                     |  |
| 48.  | Az egyensúlyozás / Az egyensúlyozó előadás                       | The Balance Act                     |  |
|      |                                                                  |                                     |  |
| 49.  | A felhúzhatós egér kívánsága / Rugós egér kívánsága              | Clockwork Mouses’ Wish              |  |
|      |                                                                  |                                     |  |
| 50.  | Mikor nem segít a csengő / A segítő csengettyű                   | The Tell-Tale Bell                  |  |
|      |                                                                  |                                     |  |
| 51.  | Noddy rakétát épít                                               | Noddy Builds a Rocketship           |  |
|      |                                                                  |                                     |  |
| 52.  | Az eltűnt labda esete                                            | The Case of the Missing Ball        |  |
|      |                                                                  |                                     |  |
| 53.  | A nagy vonatos üldözés                                           | The Great Train Chase               |  |
|      |                                                                  |                                     |  |
| 54.  | Meglepetés Tecának                                               | A Surprise for Tessie Bear          |  |
|      |                                                                  |                                     |  |
| 55.  | Az eltűnt süti                                                   | Noddy and the Missing Muffins       |  |
|      |                                                                  |                                     |  |
| 56.  | Poci maci csokis álma                                            | Master Tubbys Chocolate Dream       |  |
|      |                                                                  |                                     |  |
| 57.  | Különös időjárás                                                 | What Strange Weather                |  |
|      |                                                                  |                                     |  |
| 58.  | A bocsánatkérés                                                  | Forgive Me Not                      |  |
|      |                                                                  |                                     |  |
| 59.  | A bicikliverseny                                                 | Bicycle Battle                      |  |
|      |                                                                  |                                     |  |
| 60.  | Feküdjön le, Kejfel úr                                           | Lie Down, Mr. Wobbly Man            |  |
|      |                                                                  |                                     |  |
| 61.  | Töfi elveszti a hangját                                          | Noddy’s Car Loses Its Voice         |  |
|      |                                                                  |                                     |  |
| 62.  | Noddy Tükörországban                                             | Noddy Through The Looking Glass     |  |
|      |                                                                  |                                     |  |
| 63.  | Strapa tizedes börtönben                                         | Mr. Plod in Jail                    |  |
|      |                                                                  |                                     |  |
| 64.  | Koboldok a levegőben                                             | Goblins Above                       |  |
|      |                                                                  |                                     |  |
| 65.  | Csirke invázió                                                   | Noddy & The Big Chicken Roundup     |  |
|      |                                                                  |                                     |  |
| 66.  | Poci maci a kobold                                               | Master Tubby Goblin                 |  |
|      |                                                                  |                                     |  |
| 67.  | Noddy, mint Strapa tizedes hangja                                | Noddy & The Voice of Plod           |  |
|      |                                                                  |                                     |  |
| 68.  | Poci maci fordított napja                                        | Master Tubby’s Opposite Day         |  |
|      |                                                                  |                                     |  |
| 69.  | Ne félj, Noddy!                                                  | Don’t Be Scared, Noddy              |  |
|      |                                                                  |                                     |  |
| 70.  | A koboldstopper                                                  | The Goblin’s Stop Watch             |  |
|      |                                                                  |                                     |  |
| 71.  | Kova úr, mint órásmester                                         | Mr. Sparks & The Broken Clock       |  |
|      |                                                                  |                                     |  |
| 72.  | Noddy költözik                                                   | Noddy on the Move                   |  |
|      |                                                                  |                                     |  |
| 73.  | A virágtolvaj                                                    | The Flower Thief                    |  |
|      |                                                                  |                                     |  |
| 74.  | Noddy és a kincsestérkép                                         | Noddy & The Treasure Map            |  |
|      |                                                                  |                                     |  |
| 75.  | Strapa tizedes és a rab madár                                    | Mr. Plod & The Jail Bird            |  |
|      |                                                                  |                                     |  |
| 76.  | Játékváros szürke napja                                          | A Grey Day in Toy Town              |  |
|      |                                                                  |                                     |  |
| 77.  | Mi baja Töfinek?                                                 | Noddy’s Car Trouble                 |  |
|      |                                                                  |                                     |  |
| 78.  | Vakkancs napja                                                   | Bumpy Dog’s Day                     |  |
|      |                                                                  |                                     |  |
| 79.  | Az ellenőrizetlen torony                                         | The Out-Of-Control Tower            |  |
|      |                                                                  |                                     |  |
| 80.  | A gonosz láda                                                    | Noddy & The Naughty Box             |  |
|      |                                                                  |                                     |  |
| 81.  | Kugli bú                                                         | Skittle In The Middle               |  |
|      |                                                                  |                                     |  |
| 82.  | Bogyóka-hold                                                     | Googleberry Moon                    |  |
|      |                                                                  |                                     |  |
| 83.  | Noddy ébresztője                                                 | Noddy’s Wake Up Call                |  |
|      |                                                                  |                                     |  |
| 84.  | Rózsika vidéki kalandja                                          | Miss Pink Cats’ Country Adventure   |  |
|      |                                                                  |                                     |  |
| 85.  | A nagy tüsszentés                                                | The Big Sneeze                      |  |
|      |                                                                  |                                     |  |
| 86.  | A varázsradír                                                    | The Magic Eraser                    |  |
|      |                                                                  |                                     |  |
| 87.  | Dina kimenőnapja                                                 | Dinah’s Day Out                     |  |
|      |                                                                  |                                     |  |
| 88.  | Csillaghullás                                                    | Catch a Falling Star                |  |
|      |                                                                  |                                     |  |
| 89.  | Rózsika sofőrje                                                  | Driving Miss Pink Cat               |  |
|      |                                                                  |                                     |  |
| 90.  | Noddy ruhája életre kel                                          | Noddy’s Clothes on the Loose        |  |
|      |                                                                  |                                     |  |
| 91.  | Dina, a tűzoltóparancsnok                                        | Fire Chief Dinah                    |  |
|      |                                                                  |                                     |  |
| 92.  | A kobold-jótett napja                                            | Goblins Good Deed Day               |  |
|      |                                                                  |                                     |  |
| 93.  | Noddy, a világ legjobb sofőrje                                   | Noddy, The Best Driver in the World |  |
|      |                                                                  |                                     |  |
| 94.  | A nagy kobold ajándék akció                                      | The Great Goblin Giveaway           |  |
|      |                                                                  |                                     |  |
| 95   | A szivárvány titka                                               | Noddy, The Rainbow Chaser           |  |
|      |                                                                  |                                     |  |
| 96.  | Mindenek felett                                                  | Above It All                        |  |
|      |                                                                  |                                     |  |
| 97.  | Noddy és a varázshangú kupa                                      | Noddy And The Criss-Cross Cups      |  |
|      |                                                                  |                                     |  |
| 98.  | Strapa úr apró gondja                                            | Mr Plods Little Problem             |  |
|      |                                                                  |                                     |  |
| 99.  | A toronymagas virág                                              | Noddy & The Towering Flower         |  |
|      |                                                                  |                                     |  |
| 100. | A nagy kobold trükk                                              | The Great Goblin Switch             |  |
|      |                                                                  |                                     |  |